# Réti poszméh
A réti poszméh (Bombus pratorum) a rovarok (Insecta) osztályának hártyásszárnyúak (Hymenoptera) rendjébe, ezen belül a fullánkosdarázs-alkatúak (Apocrita) alrendjébe és a méhfélék (Apidae) családjába tartozó faj.

## Előfordulása
A réti poszméh Európában és Észak-Ázsiában honos. Rendszeresen előfordul és gyakori.

## Megjelenése
Ez a poszméhfaj 14-20 milliméter hosszú. A színükben igen változékony fajok közé tartozik. Az utolsó hátlemez mindkét nemnél vörösessárga, a tor, valamint a potroh elülső része fekete. A nőstény 4-6. és a hím 4-7. potrohszelvénye vörös szőrzetű. A hím homlokpajzsa sárgásfehér, fej teteje egészen sárga.

## Életmódja
A réti poszméh kertek, bozótosok és erdők lakója. Az alföldektől a hegyvidékekig megtalálható. A poszméheket másképpen dongóméheknek is nevezik, ami hangos, zümmögő-döngő repülésükre utal. Fenyegető külsejük ellenére nem veszélyesek, erős fullánkjukat csak ritkán használják.

## Szaporodása
A réti poszméhek a tavasz első hírnökei közé tartoznak, a fiatal nőstények már március végén megjelennek. Ebben az időszakban fűzbarkákról, de keltikéről, kankalinról, tüdőfűről és hunyorról is tudnak virágport és nektárt gyűjteni. A nőstények gondoskodnak az ivartalan poszméhek (a dolgozók) első nemzedékének felneveléséről, amelyek később majd a nőstények munkáit átveszik. A poszméhek fészke legtöbbször a föld felszínén helyezkedik el. Hímek és nőstények, a későbbi királynők csak a nyár folyamán fejlődnek. Nászrepülésük után párosodnak. Míg a hímek ezután elpusztulnak, a nőstények téli szálláshelyükre húzódnak.